# Royal Standard de Liège 2024-2025
Questa voce raccoglie le informazioni riguardanti il Royal Standard de Liège nelle competizioni ufficiali della stagione 2024-2025.

## Maglie e sponsor
Lo sponsor tecnico per la stagione 2024-2025 è Adidas, mentre il main sponsor sulla maglia è Circus.
| Casa | Trasferta | 3ª divisa |

## Rosa
| N. |                           | Ruolo | Calciatore              |
| -- | ------------------------- | ----- | ----------------------- |
| 3  | Belgio (bandiera)         | D     | Nathan Ngoy             |
| 4  | Croazia (bandiera)        | D     | Boško Šutalo            |
| 5  | Belgio (bandiera)         | D     | Boli Bolingoli          |
| 6  | Grecia (bandiera)         | C     | Sotiris Alexandropoulos |
| 7  | Croazia (bandiera)        | C     | Marko Bulat             |
| 8  | Costa d'Avorio (bandiera) | C     | Lazare Amani            |
| 9  | Svizzera (bandiera)       | A     | Andi Zeqiri             |
| 11 | Germania (bandiera)       | A     | Dennis Eckert           |
| 13 | Stati Uniti (bandiera)    | D     | Marlon Fossey           |
| 14 | Belgio (bandiera)         | C     | Léandre Kuavita         |
| 15 | Belgio (bandiera)         | D     | Souleyman Doumbia       |
| 17 | Belgio (bandiera)         | D     | Ilay Camara             |
| 20 | Francia (bandiera)        | D     | Ibrahim Karamoko        |
| 24 | Australia (bandiera)      | C     | Aiden O'Neill ()        |
| 25 | Belgio (bandiera)         | D     | Ibe Hautekiet           |
| 29 | Belgio (bandiera)         | D     | Daan Dierckx            |
| 30 | Belgio (bandiera)         | P     | Laurent Henkinet        |
| 31 | Irlanda (bandiera)        | C     | Gavin Bazunu            |
| 32 | Croazia (bandiera)        | D     | Mate Šimičić            |
| 35 | Belgio (bandiera)         | A     | René Mitongo Muteba     |
| 36 | Belgio (bandiera)         | C     | Steeven Assengue        |

| N. |                             | Ruolo | Calciatore         |
| -- | --------------------------- | ----- | ------------------ |
| 44 | Belgio (bandiera)           | A     | Yann Gboua         |
| 40 | Belgio (bandiera)           | P     | Matthieu Epolo     |
| 41 | Ungheria (bandiera)         | D     | Attila Szalai      |
| 44 | Scozia (bandiera)           | D     | David Bates        |
| 45 | Francia (bandiera)          | P     | Matteo Godfroid    |
| 51 | Belgio (bandiera)           | D     | Lucas Noubi        |
| 54 | Belgio (bandiera)           | D     | Alexandro Calut    |
| 55 | Marocco (bandiera)          | A     | Brahim Ghalidi     |
| 77 | Benin (bandiera)            | A     | Andréas Hountondji |
| 88 | Inghilterra (bandiera)      | D     | Henry Lawrence     |
| 99 | Francia (bandiera)          | P     | Tom Poitoux        |
| -- | Belgio (bandiera)           | C     | Kilian Lokembo     |
| 8  | Irlanda del Nord (bandiera) | C     | Isaac Price        |
| 10 | Montenegro (bandiera)       | A     | Viktor Djukanović  |
| 16 | Belgio (bandiera)           | P     | Arnaud Bodart      |
| 19 | Gambia (bandiera)           | A     | Muhammed Badamosi  |
| 27 | Burkina Faso (bandiera)     | C     | Sacha Bansé        |
| 33 | Ruanda (bandiera)           | C     | Hakim Sahabo       |
| 99 | Francia (bandiera)          | A     | Grejohn Kyei       |
| 21 | Marocco (bandiera)          | A     | Soufiane Benjdida  |

## Trasferimenti

### Sessione estiva
| Acquisti         | Acquisti                | Acquisti             | Acquisti                                         |
| R.               | Nome                    | da                   | Modalità                                         |
| ---------------- | ----------------------- | -------------------- | ------------------------------------------------ |
| D                | David Bates             | Malines              | definitivo (500 mila €)                          |
| A                | Muhammed Badamosi       | Čukarički            | prestito oneroso (100 mila €)                    |
| A                | Grejohn Kyei            |                      | definitivo (svincolato)                          |
| D                | Boško Šutalo            |                      | definitivo (svincolato)                          |
| D                | Boli Bolingoli          |                      | definitivo (svincolato)                          |
| A                | Viktor Djukanović       | Hammarby             | prestito                                         |
| A                | Andi Zeqiri             | Genk                 | prestito                                         |
| C                | Marko Bulat             | Dinamo Zagabria      | prestito                                         |
| C                | Sotiris Alexandropoulos | Sporting Lisbona     | prestito                                         |
| A                | Dennis Eckert           | Union Saint-Gilloise | prestito                                         |
| D                | Ilay Camara             | RWDM47               | prestito con diritto di riscatto (1,8 milioni €) |
| D                | Daan Dierckx            |                      | aggregato dalle giovanili                        |
| A                | Denis Drăguș            | Gaziantep            | rientro prestito                                 |
| A                | Noah Ohio               | Hull City            | rientro prestito                                 |
| C                | Sacha Bansé             | Valenciennes         | rientro prestito                                 |
| Altre operazioni |                         |                      |                                                  |
| R.               | Nome                    | da                   | Modalità                                         |
| A                | Brahim Ghalidi          |                      | aggregato dalle giovanili                        |
| D                | Henry Lawrence          |                      | aggregato dalle giovanili                        |
| C                | Léandre Kuavita         |                      | aggregato dalle giovanili                        |
| P                | Matteo Godfroid         |                      | aggregato dalle giovanili                        |
| A                | Ilyes Ziani             |                      | aggregato dalle giovanili                        |
| A                | Abdoul Tapsoba          | Amiens               | rientro prestito                                 |
| D                | Alexandro Calut         | OH Lovanio           | rientro prestito                                 |

| Cessioni         | Cessioni           | Cessioni            | Cessioni                   |
| R.               | Nome               | a                   | Modalità                   |
| ---------------- | ------------------ | ------------------- | -------------------------- |
| C                | Hayao Kawabe       | Sanfrecce Hiroshima | definitiva (3,5 milioni €) |
| A                | Cihan Çanak        | Trabzonspor         | definitiva (2 milioni €)   |
| A                | Denis Drăguș       | Trabzonspor         | definitiva (1,7 milioni €) |
| A                | Noah Ohio          | Utrecht             | definitiva (1,5 milioni €) |
| C                | William Balikwisha | OH Lovanio          | definitiva (650 mila €)    |
| C                | Sacha Bansé        | Greuther Fürth      | definitiva (500 mila €)    |
| D                | Kōstas Laïfīs      |                     | definitiva (svincolato)    |
| D                | Gilles Dewaele     | Kortrijk            | definitiva (?)             |
| A                | Moussa Djenepo     | Antalyaspor         | prestito                   |
| A                | Grejohn Kyei       | Charleroi           | prestito                   |
| D                | Merveille Bokadi   |                     | svincolato                 |
| A                | Stipe Perica       |                     | svincolato                 |
| D                | Zinho Vanheusden   | Inter               | fine prestito              |
| A                | Wilfried Kanga     | Hertha Berlino      | fine prestito              |
| C                | Steven Alzate      | Brighton            | fine prestito              |
| A                | Kelvin Yeboah      | Genoa               | fine prestito              |
| A                | Kamal Sowah        | Club Bruges         | fine prestito              |
| D                | Jonathan Panzo     | Nottingham Forest   | fine prestito              |
| A                | Seydou Fini        | Genoa               | fine prestito              |
| Altre operazioni |                    |                     |                            |
| R.               | Nome               | a                   | Modalità                   |
| A                | Abdoul Tapsoba     |                     | svincolato                 |
| A                | Ilyes Ziani        | RWDM47              | definitiva (?)             |

### Sessione invernale
| Acquisti         | Acquisti            | Acquisti             | Acquisti                  |
| R.               | Nome                | da                   | Modalità                  |
| ---------------- | ------------------- | -------------------- | ------------------------- |
| D                | Ibrahim Karamoko    | Versailles           | definitivo (150 mila €)   |
| P                | Gavin Bazunu        | Southampton          | prestito                  |
| C                | Lazare Amani        | Union Saint-Gilloise | prestito                  |
| A                | Andréas Hountondji  | Burnley              | prestito                  |
| D                | Attila Szalai       | Hoffenheim           | prestito                  |
| Altre operazioni |                     |                      |                           |
| R.               | Nome                | da                   | Modalità                  |
| C                | Kilian Lokembo      |                      | aggregato dalle giovanili |
| A                | Yann Gboua          |                      | aggregato dalle giovanili |
| A                | René Mitongo Muteba |                      | aggregato dalle giovanili |
| C                | Steeven Assengue    |                      | aggregato dalle giovanili |
| D                | Mate Šimičić        |                      | aggregato dalle giovanili |

| Cessioni         | Cessioni          | Cessioni      | Cessioni                 |
| R.               | Nome              | a             | Modalità                 |
| ---------------- | ----------------- | ------------- | ------------------------ |
| C                | Isaac Price       | West Bromwich | definitivo (3 milioni €) |
| P                | Arnaud Bodart     |               | svincolato               |
| C                | Hakim Sahabo      | Beerschot VA  | prestito                 |
| A                | Soufiane Benjdida | RWDM47        | prestito                 |
| A                | Viktor Djukanović | Hammarby      | interruzione prestito    |
| A                | Mohamed Badamosi  | Čukarički     | interruzione prestito    |
| Altre operazioni |                   |               |                          |
| R.               | Nome              | a             | Modalità                 |
|                  |                   |               |                          |

## Risultati

### Pro League

#### Regular season
| Genk 28 luglio 2024, ore 13:30 CEST 1ª giornata | Genk    | 0 – 0 referto | Standard Liegi | Cegeka Arena (18 471 spett.)\| Arbitro: \| D'hondt \| |
| Arbitro:                                        | D'hondt |               |                |                                                       |

| Arbitro: | Visser |

|           |           |  |
| Bulat 64’ | Marcatori |  |

| Liegi 9 agosto 2024, ore 20:45 CEST 3ª giornata | Standard Liegi | 0 – 0 referto | Malines | Stade Maurice Dufrasne (16 876 spett.)\| Arbitro: \| Boterberg \| |
| Arbitro:                                        | Boterberg      |               |         |                                                                   |

| Arbitro: | Put |

|             |           |  |
| Ambrose 66’ | Marcatori |  |

| Arbitro: | Vergoote |

|                     |           |  |
| Benjdida 72’ (rig.) | Marcatori |  |

| Arbitro: | van Damme |

|                       |           |  |
| N'Dri 32’ Ominami 63’ | Marcatori |  |

| Arbitro: | Smet |

|  |           |                               |
|  | Marcatori | 9’ (rig.) Benjdida 65’ Zeqiri |

| Liegi 20 settembre 2024, ore 20:45 CEST 8ª giornata | Standard Liegi | 0 – 0 referto | Union Saint-Gilloise | Stade Maurice Dufrasne (18 983 spett.)\| Arbitro: \| Boterberg \| |
| Arbitro:                                            | Boterberg      |               |                      |                                                                   |

| Arbitro: | van Driessche |

|                   |           |                      |
| Zeqiri 63’ (rig.) | Marcatori | 6’ Frigan 64’ Frigan |

| Arbitro: | D'hondt |

|                                   |           |  |
| Simić 9’ Dolberg 30’ Dreyer 90+2’ | Marcatori |  |

| Arbitro: | Lambrechts |

|                         |           |              |
| Eckert 40’ Šutalo 45+5’ | Marcatori | 90+5’ Mbenza |

| Arbitro: | Verboomen |

|                                      |           |  |
| Janssen 45’ Chery 63’ Ondrejka 90+8’ | Marcatori |  |

| Arbitro: | van Damme |

|                       |           |            |
| Zeqiri 33’ Zeqiri 45’ | Marcatori | 70’ Dumont |

| Arbitro: | Visser |

|                                                      |           |  |
| Watanabe 5’ Dean 41’ Brown 51’ Dean 59’ De Meyer 89’ | Marcatori |  |

| Arbitro: | Bourdeaud'hui |

|            |           |  |
| Zeqiri 57’ | Marcatori |  |

| Arbitro: | Vergoote |

|               |           |             |
| Dabbagh 90+4’ | Marcatori | 36’ Kuavita |

| Arbitro: | Visser |

|            |           |             |
| Zeqiri 45’ | Marcatori | 90+4’ Ricca |

| Anversa 14 dicembre 2024, ore 16:00 CET 18ª giornata | Beerschot VA | 0 – 0 referto | Standard Liegi | Olympisch Stadion (5 596 spett.)\| Arbitro: \| Verboomen \| |
| Arbitro:                                             | Verboomen    |               |                |                                                             |

| Arbitro: | Vergoote |

|  |           |            |
|  | Marcatori | 82’ Surdez |

| Mechelen 26 dicembre 2024, ore 18:30 CET 20ª giornata | Malines   | 0 – 0 referto | Standard Liegi | AFAS Stadion (15 895 spett.)\| Arbitro: \| Boterberg \| |
| Arbitro:                                              | Boterberg |               |                |                                                         |

| Arbitro: | van Damme |

|            |           |  |
| Eckert 50’ | Marcatori |  |

| Arbitro: | Laforge |

|          |           |                              |
| Ogawa 2’ | Marcatori | 42’ (rig.) Zeqiri 62’ Eckert |

| Arbitro: | Verboomen |

|                  |           |  |
| Zeqiri 3’ (rig.) | Marcatori |  |

| Arbitro: | Smet |

|             |           |             |
| Nazinho 64’ | Marcatori | 90+8’ Amani |

| Arbitro: | Put |

|                                                  |           |                             |
| Sakamoto 17’ Frigan 31’ Haspolat 46’ Slimani 89’ | Marcatori | 10’ Eckert 90+3’ Hountondji |

| Arbitro: | Boterberg |

|                     |           |                              |
| Eckert 90+9’ (rig.) | Marcatori | 35’ Bonsu Baah 78’ Arokodare |

| Arbitro: | Visser |

|            |           |                              |
| Jutglà 51’ | Marcatori | 67’ (rig.) Zeqiri 85’ Eckert |

| Arbitro: | Vergoote |

|  |           |                       |
|  | Marcatori | 63’ Hazard 88’ Angulo |

| Arbitro: | D'hondt |

|                                  |           |  |
| David 20’ David 55’ Ivanović 82’ | Marcatori |  |

| Liegi 16 marzo 2025, ore 18:30 CET 30ª giornata | Standard Liegi | 0 – 0 referto | Anversa | Stade Maurice Dufrasne (14 019 spett.)\| Arbitro: \| Laforge \| |
| Arbitro:                                        | Laforge        |               |         |                                                                 |

Classificandosi al 7° posto in classifica al termine della regular season, lo Standard Liège si è qualificato per gli Europe Playoff insieme a Mechelen, Charleroi, OH Leuven, Westerlo e Dender.

#### Europe Playoff(7°-12° posto)
| Arbitro: | Smet |

|                          |           |                      |
| Hountondji 21’ Amani 41’ | Marcatori | 33’ Pflücke 68’ Kiki |

| Arbitro: | Verboomen |

|             |           |  |
| Bernier 44’ | Marcatori |  |

| Arbitro: | Verbeke |

|           |           |                |
| Berte 42’ | Marcatori | 25’ Hountondji |

| Arbitro: | De Cremer |

|            |           |              |
| Eckert 59’ | Marcatori | 87’ Sydorčuk |

| Arbitro: | van Damme |

|  |           |               |
|  | Marcatori | 78’ Verlinden |

| Arbitro: | Letellier |

|                       |           |                |
| Schrijvers 38’ (rig.) | Marcatori | 81’ Hountondji |

| Arbitro: | Put |

|  |           |            |
|  | Marcatori | 50’ Štulić |

| Liegi 10 maggio 2025, ore 18:15 CET 8ª giornata (Conference League Group) | Malines   | 0 – 0 referto | Standard Liegi | AFAS-stadion Achter de Kazerne (10 894 spett.)\| Arbitro: \| van Damme \| |
| Arbitro:                                                                  | van Damme |               |                |                                                                           |

| Liegi 17 maggio 2025, ore 18:15 CEST 9ª giornata (Conference League Group) | Standard Liegi | 0 – 0 referto | Dender | Stade Maurice Dufrasne (6 246 spett.)\| Arbitro: \| Letellier \| |
| Arbitro:                                                                   | Letellier      |               |        |                                                                  |

| Westerlo 24 maggio 2025, ore 20:00 CET 10ª giornata (Conference League Group) | Westerlo | 0 – 0 referto | Standard Liegi | 't Kuipje (? spett.)\| Arbitro: \| Allaerts \| |
| Arbitro:                                                                      | Allaerts |               |                |                                                |

Concludendo al 5° posto lo Europe Playoff con 27 punti (0 vittorie, 7 pareggi e 3 sconfitte in 10 partite), lo Standard Liegi è rimasto escluso da qualunque competizione europea.

### Croky Cup
Lo Standard Liegi ha cominciato la sua partecipazione alla Croky Cup a partire dal settimo turno.

#### Settimo turno
Dal sorteggio, effettuato il 9 settembre 2024, lo Standard Liegi è stato accoppiato al Lyra-Lierse Berlaar.
| Arbitro: | De Keyzer |

|                                     |           |                    |
| Kuavita 16’ Eckert 40’ O'Neill 102’ | Marcatori | 23’ Kil 33’ Peffer |

Con la vittoria per 3-2 ottenuta sul Lyra-Lierse ai tempi supplementari, lo Standard Liegi si è qualificato agli ottavi di finale di Croky Cup.

#### Ottavi di finale
Dal sorteggio, effettuato il 31 ottobre 2024, lo Standard Liegi è stato accoppiato al Genk.
| Arbitro: | Laforge |

|                              |           |            |
| Arokodare 72’ Hrošovský 115’ | Marcatori | 65’ Zeqiri |

Con la sconfitta per 1-2 subita dal Genk, lo Standard Liegi è stato eliminato agli ottavi di finale di Croky Cup.

## Statistiche

### Statistiche di squadra
| Competizione | Punti | In casa | In casa | In casa | In casa | In casa | In casa | In trasferta | In trasferta | In trasferta | In trasferta | In trasferta | In trasferta | Campo neutro | Campo neutro | Campo neutro | Campo neutro | Campo neutro | Campo neutro | Totale | Totale | Totale | Totale | Totale | Totale | DR  |
| Competizione | Punti | G       | V       | N       | P       | Gf      | Gs      | G            | V            | N            | P            | Gf           | Gs           | G            | V            | N            | P            | Gf           | Gs           | G      | V      | N      | P      | Gf     | Gs     | DR  |
| ------------ | ----- | ------- | ------- | ------- | ------- | ------- | ------- | ------------ | ------------ | ------------ | ------------ | ------------ | ------------ | ------------ | ------------ | ------------ | ------------ | ------------ | ------------ | ------ | ------ | ------ | ------ | ------ | ------ | --- |
| Pro League   | 39    | 15      | 7       | 4       | 4       | 12      | 10      | 15           | 3            | 5            | 8            | 10           | 24           | 0            | 0            | 0            | 0            | 0            | 0            | 30     | 10     | 9      | 11     | 22     | 35     | -13 |
| Euro Playoff | 27    | 5       | 0       | 3       | 2       | 3       | 5       | 5            | 0            | 4            | 1            | 2            | 3            | 0            | 0            | 0            | 0            | 0            | 0            | 10     | 0      | 7      | 3      | 5      | 8      | -3  |
| Croky Cup    | -     | 1       | 1       | 0       | 0       | 3       | 2       | 1            | 0            | 0            | 1            | 1            | 2            | 0            | 0            | 0            | 0            | 0            | 0            | 2      | 1      | 0      | 1      | 4      | 4      | 0   |
| Totale       | -     | 21      | 8       | 7       | 6       | 18      | 17      | 21           | 3            | 9            | 10           | 13           | 29           | 0            | 0            | 0            | 0            | 0            | 0            | 42     | 11     | 16     | 15     | 31     | 47     | -16 |

### Andamento in campionato

#### Regular season
| Giornata  | 1 | 2 | 3 | 4  | 5 | 6  | 7 | 8 | 9 | 10 | 11 | 12 | 13 | 14 | 15 | 16 | 17 | 18 | 19 | 20 | 21 | 22 | 23 | 24 | 25 | 26 | 27 | 28 | 29 | 30 |
| --------- | - | - | - | -- | - | -- | - | - | - | -- | -- | -- | -- | -- | -- | -- | -- | -- | -- | -- | -- | -- | -- | -- | -- | -- | -- | -- | -- | -- |
| Luogo     | T | C | C | T  | C | T  | T | C | C | T  | C  | T  | C  | T  | C  | T  | C  | T  | C  | T  | C  | T  | C  | T  | T  | C  | T  | C  | T  | C  |
| Risultato | N | V | N | P  | V | P  | V | N | P | P  | V  | P  | V  | P  | V  | N  | N  | N  | P  | N  | V  | V  | V  | N  | P  | P  | V  | P  | P  | N  |
| Posizione | 7 | 6 | 7 | 11 | 7 | 10 | 7 | 7 | 9 | 11 | 9  | 9  | 8  | 9  | 8  | 9  | 8  | 7  | 10 | 10 | 8  | 7  | 6  | 7  | 7  | 7  | 7  | 7  | 7  | 7  |

Legenda:

Luogo: C = Casa; T = Trasferta. Risultato: V = Vittoria; N = Pareggio; P = Sconfitta.

#### Europe Playoff
| Giornata  | 1 | 2 | 3 | 4 | 5 | 6 | 7 | 8 | 9 | 10 |
| --------- | - | - | - | - | - | - | - | - | - | -- |
| Luogo     | C | T | T | C | C | T | C | T | C | T  |
| Risultato | N | V | N | N | P | N | P | N | N | N  |
| Posizione | 2 | 5 | 6 | 6 | 6 | 6 | 6 | 6 | 6 | 5  |

Legenda:

Luogo: C = Casa; T = Trasferta. Risultato: V = Vittoria; N = Pareggio; P = Sconfitta.

### Statistiche individuali
| Giocatore          | Pro League | Pro League | Pro League  | Pro League | Croky Cup | Croky Cup | Croky Cup   | Croky Cup  | Totale   | Totale | Totale      | Totale     |
| Giocatore          | Presenze   | Reti       | Ammonizioni | Espulsioni | Presenze  | Reti      | Ammonizioni | Espulsioni | Presenze | Reti   | Ammonizioni | Espulsioni |
| ------------------ | ---------- | ---------- | ----------- | ---------- | --------- | --------- | ----------- | ---------- | -------- | ------ | ----------- | ---------- |
| S. Alexandropoulos | 35         | 0          | 7           | 1          | 2         | 0         | 0           | 0          | 37       | 0      | 7           | 1          |
| L. Amani           | 18         | 2          | 1           | 0          | 0         | 0         | 0           | 0          | 18       | 2      | 1           | 0          |
| S. Assengue        | 1          | 0          | 0           | 0          | 0         | 0         | 0           | 0          | 1        | 0      | 0           | 0          |
| M. Badamosi        | 8          | 0          | 0           | 0          | 1         | 0         | 0           | 0          | 9        | 0      | 0           | 0          |
| D. Bates           | 11         | 0          | 0           | 0          | 0         | 0         | 0           | 0          | 11       | 0      | 0           | 0          |
| G. Bazunu          | 8          | -13        | 0           | 0          | 0         | 0         | 0           | 0          | 8        | -13    | 0           | 0          |
| S. Benjdida        | 15         | 2          | 1           | 0          | 1         | 0         | 0           | 0          | 16       | 2      | 1           | 0          |
| B. Bolingoli       | 18         | 0          | 4           | 0          | 1         | 0         | 0           | 0          | 19       | 0      | 4           | 0          |
| A. Bodart          | 2          | -1         | 0           | 0          | 0         | 0         | 0           | 0          | 2        | -1     | 0           | 0          |
| M. Bulat           | 30         | 1          | 3           | 0          | 2         | 0         | 0           | 0          | 32       | 1      | 3           | 0          |
| A. Calut           | 12         | 0          | 1           | 0          | 2         | 0         | 0           | 0          | 14       | 0      | 1           | 0          |
| I. Camara          | 34         | 0          | 3           | 0          | 2         | 0         | 0           | 0          | 36       | 0      | 3           | 0          |
| D. Dierckx         | 11         | 0          | 2           | 0          | 0         | 0         | 0           | 0          | 11       | 0      | 2           | 0          |
| V. Djukanović      | 4          | 0          | 0           | 0          | 1         | 0         | 0           | 0          | 5        | 0      | 0           | 0          |
| S. Doumbia         | 10         | 0          | 0           | 0          | 1         | 0         | 0           | 0          | 11       | 0      | 0           | 0          |
| D. Eckert          | 33         | 7          | 2           | 0          | 2         | 1         | 0           | 0          | 35       | 8      | 2           | 0          |
| M. Epolo           | 27         | -25        | 0           | 0          | 2         | -4        | 0           | 0          | 29       | -29    | 0           | 0          |
| M. Fossey          | 39         | 0          | 2           | 0          | 2         | 0         | 0           | 0          | 41       | 0      | 2           | 0          |
| Y. Gboua           | 5          | 0          | 0           | 0          | 0         | 0         | 0           | 0          | 5        | 0      | 0           | 0          |
| B. Ghalidi         | 0          | 0          | 0           | 0          | 1         | 0         | 0           | 0          | 1        | 0      | 0           | 0          |
| I. Hautekiet       | 36         | 0          | 6           | 0          | 1         | 0         | 0           | 0          | 37       | 0      | 6           | 0          |
| L. Henkinet        | 4          | -2         | 0           | 0          | 0         | 0         | 0           | 0          | 4        | -2     | 0           | 0          |
| A. Hountondji      | 18         | 4          | 0           | 0          | 0         | 0         | 0           | 0          | 18       | 4      | 0           | 0          |
| I. Karamoko        | 18         | 0          | 5           | 0          | 0         | 0         | 0           | 0          | 18       | 0      | 5           | 0          |
| L. Kuavita         | 40         | 1          | 2           | 0          | 2         | 1         | 1           | 0          | 42       | 2      | 3           | 0          |
| H. Lawrence        | 34         | 0          | 5           | 1          | 1         | 0         | 0           | 0          | 35       | 0      | 5           | 1          |
| K. Lokembo         | 1          | 0          | 0           | 0          | 0         | 0         | 0           | 0          | 1        | 0      | 0           | 0          |
| R. Mitongo Muteba  | 2          | 0          | 0           | 0          | 0         | 0         | 0           | 0          | 2        | 0      | 0           | 0          |
| J. Nam             | 1          | 0          | 0           | 0          | 0         | 0         | 0           | 0          | 1        | 0      | 0           | 0          |
| N. Ngoy            | 16         | 0          | 2           | 0          | 0         | 0         | 0           | 0          | 16       | 0      | 2           | 0          |
| L. Noubi           | 2          | 0          | 0           | 0          | 0         | 0         | 0           | 0          | 2        | 0      | 0           | 0          |
| A. O'Neill         | 27         | 0          | 6           | 1          | 2         | 1         | 1           | 0          | 29       | 1      | 7           | 1          |
| M. Šimičić         | 1          | 0          | 0           | 0          | 0         | 0         | 0           | 0          | 1        | 0      | 0           | 0          |
| B. Šutalo          | 25         | 1          | 6           | 0          | 2         | 0         | 0           | 0          | 27       | 1      | 6           | 0          |
| A. Szalai          | 5          | 0          | 0           | 0          | 0         | 0         | 0           | 0          | 5        | 0      | 0           | 0          |
| A. Zeqiri          | 24         | 9          | 0           | 0          | 2         | 1         | 0           | 0          | 26       | 10     | 0           | 0          |
| S. Banse           | 2          | 0          | 0           | 0          | 0         | 0         | 0           | 0          | 2        | 0      | 0           | 0          |
| G. Kyei            | 6          | 0          | 0           | 0          | 0         | 0         | 0           | 0          | 6        | 0      | 0           | 0          |
| I. Price           | 23         | 0          | 3           | 0          | 2         | 0         | 0           | 0          | 25       | 0      | 3           | 0          |